# Giovanni Carano Donvito
Giovanni Carano Donvito (Gioia del Colle, 30 giugno 1873 – Gioia del Colle, 23 aprile 1949) è stato un economista italiano.

## Biografia
Docente nell'università di Bari, si occupò soprattutto della questione meridionale e aderì al liberismo. Fu autore di vari trattati economici e dell'opera storico-economica L'economia meridionale prima e dopo il Risorgimento (1928).
Suo fratello Enrico fu un celebre botanico.